# 鈴木弘 (野球)
鈴木 弘（すずき ひろし、1948年6月28日 - ）は、東京都出身の元プロ野球選手（内野手）。左投左打。
196cmの長身から「ジャンボ鈴木」の異名を持つ。

## 来歴・人物
国士舘高等学校、大東文化大学を経て、1970年春にキャピー原田に誘われサンフランシスコ・ジャイアンツとマイナー契約を結んだ。MLBの球団と契約した初の日本人野手となった。
この年の3月に行われた日米野球にジャイアンツのメンバーとして来日して2試合に出場（うち1試合は先発）。アメリカに戻った後は傘下A級ディケーター・コモドアーズで開幕を迎えたが、1か月後にはルーキー級のグレートフォールズ・ジャイアンツに降格。異国での生活に慣れなかったこともあり成績は上がらず、2球団合計で70試合に出場して、打率.149、2本塁打という結果に終わった。
1971年4月に自由契約となりまもなく帰国。同月中にロッテオリオンズの入団テストを受け、11月に行われたNPBドラフトでロッテから15位指名を受けて入団。しかし、1972年の1シーズン限りの在籍で、かつ一軍出場なしのまま退団した。同年限りで現役引退。
引退後はゴルフのティーチングプロに転身した。

## 詳細情報

### 年度別打撃成績
- 一軍出場なし

### 背番号
- 65 （1972年）